# Contea di Fürstenberg-Baar
La contea di Fürstenberg-Baar è stata una signoria storica all'interno del medievale Sacro Romano Impero, situata in Germania a sud del Baden-Württemberg nei storici territori dei conti di Baar. Venne originata dalla divisione del Fürstenberg-Fürstenberg nel 1441. Ereditò in seguito la contea di Fürstenberg-Geisingen nel 1483, e quella di Fürstenberg-Wolfach nel 1490. Venne divisa tra il Fürstenberg-Blumberg ed il Fürstenberg-Heiligenberg nel 1559.

## Conti di Fürstenberg-Baar
- Corrado V (1441 - 1484)
- Enrico IX (1484 - 1499)
- Wolfgang (1499 - 1509)
- Federico III (1509 - 1559)